# Oreopanax bogotensis
Mano de oso (Oreopanax bogotensis) es una especie de árbol de la familia Araliaceae, nativa de  los Andes de Colombia y Ecuador; que se encuentra entre los 2.500 y 3.300 m s. n. m.

## Descripción
Alcanza 15 m de altura. Tronco con corteza color gris claro, con lenticelas; madera color pardo amarillento. Las hojas generalmente presentan una sola lámina y son trilobuladas o lanceoladas; por el envés son de color amarillo oscuro, rufo o ferrugíneo. Inflorescencia en racimo de cabezuelas; flores de color blanco. Frutos verdes cuando inmaduros, de color morado verdoso o negruzco al madurar, con forma poligonal.

## Usos
Su madera se utiliza para elaborar cajas de resonancia de instrumentos musicales y palos para sostener paletas o dulces.